# 포르트솁첸코

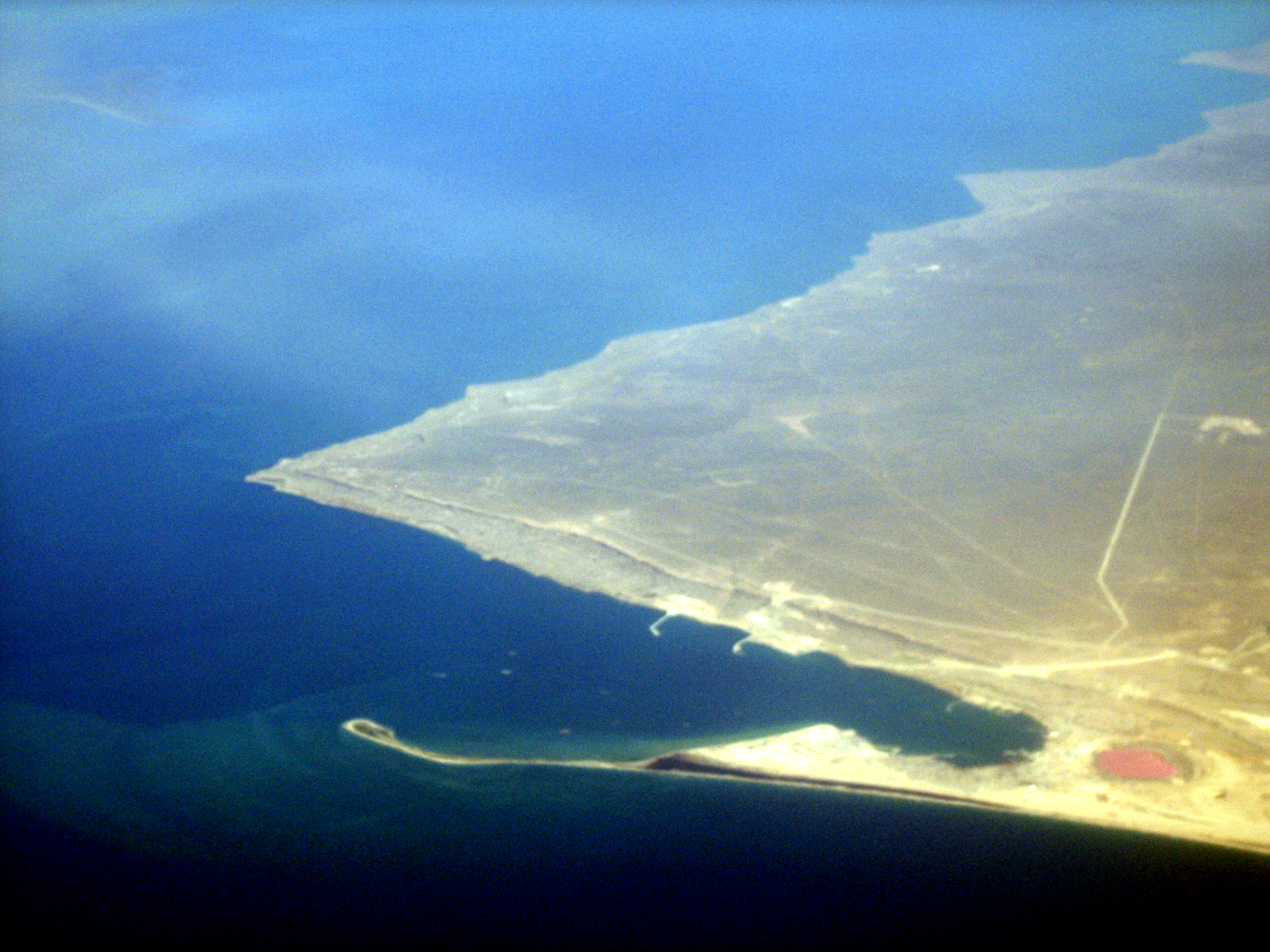

포르트솁첸코(러시아어: Форт-Шевченко)는 카자흐스탄 서부 망기스타우 주에 있는 도시이다. 카스피해에 돌출한 망기슐라크 반도 끝에 위치하는 항구도시이다.
1834년 러시아 제국의 요새로 건설되어 노보페트롭스코예(러시아어: Новопетровское)라 불렀다. 1857년 포르트알렉산드롭스키(러시아어: Форт-Александровский)로 개칭되었으며, 1939년 지금의 이름으로 바뀌었다. 우크라이나 출신의 시인 타라스 셰우첸코가 19세기 중반 이 지방에 유배당한 적이 있는데, 도시 이름은 그를 기념하여 지어진 것이다.
부근에 석유와 천 연가스가 생산되나, 반도 끝에 위치하여 항구로서는 그다지 좋은 위치에 있지 못하여 동남쪽에 후에 건설된 솁첸코(현재의 악타우)에 밀려 큰 발전을 이루지 못하고 한적한 도시로 남아 있다. 카자흐스탄이 소련에서 떨어져 나온 후 솁첸코의 명칭은 악타우로 개칭되었으나, 이 도시의 명칭은 바뀌지 않았다.